# Moloch. Das Leben des Moravagine

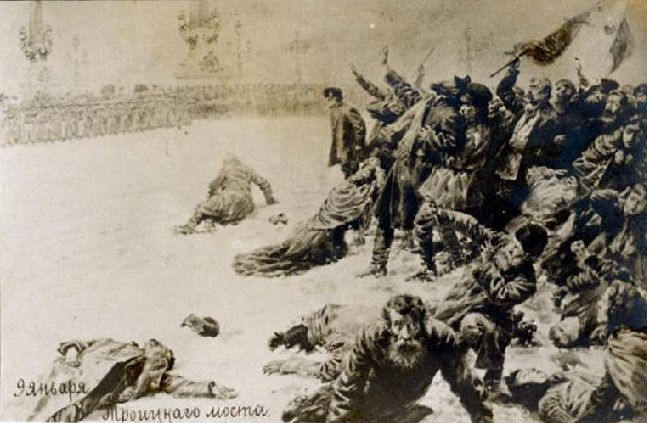
Der Petersburger Blutsonntag (1905), hier in einer Darstellung eines unbekannten Künstlers, ist die Zuspitzung von Ereignissen und Ideen, die im Roman beschrieben werden.

Moloch. Das Leben des Moravagine ist ein surrealistischer Roman des französischsprachigen Schweizer Schriftstellers Blaise Cendrars, der erstmals 1926 in Paris unter dem Namen Moravagine im Verlag Éditions Grasset & Fasquelle publiziert wurde. Cendrars widmete das Werk seinem Verleger, der Widmung voran geht ein Zitat aus Sixtine, roman de la vie cérébrale von Remy de Gourmont: «… ich werde zeigen, wie dies leise Knistern innen, das nichts scheint, alles bedeutet; wie aus der bazillären Reaktion einer einzigen immer gleichen und von Anbeginn deformierten Empfindung ein Gehirn, isoliert von der Welt, eine eigene Welt erschafft …» Der mit dem Gebot der Wahrscheinlichkeit brechende Roman war der zweite Welterfolg Cendrars nach Gold von 1925.
Der Roman schildert das Leben von Moravagine, dem letzten Spross des ungarischen Königshauses. Raymond La Science, ein junger Psychiater und intradiegetischer Ich-Erzähler, berichtet von den Abenteuern, die er mit ihm durchlebt hat und beschreibt dessen terroristischen Lebensstil, wobei Terrorist in dieser historischen Bedeutung synonym für Anarchist steht, dieser Lebensweise wird ein sexuell abnormes Verhalten beigeordnet. Die Handlung spielt sich in den verschiedensten Ecken der Welt ab: Vom Geburtsort Moravagines in Ungarn über eine psychiatrische Klinik in der Schweiz nach Deutschland und weiter in das revolutionäre Russland, danach geht es über Grossbritannien und den Atlantik nach Nord- und Südamerika und schließlich nach Frankreich im Ersten Weltkrieg.
Der Roman erforscht laut Rudolf Wittkopf die Welt des Dämonischen und hält Zwiesprache mit dem Bösen. Wittkopf verortet ihn literarisch im Denken des Comte de Lautréamont und dessen Heiligkeit des Verbrechens, in der Matinée d’ivresse – dem Trunkenen Morgen – von Arthur Rimbaud und in Novalis’ Verneinung der Aufklärung. Die Psychoanalyse biete dem Erzähler einen Persilschein, da sie auch bei der Analyse verbrecherischer Triebfedern von Unschuld spreche.
Der Roman ist 2006 in die Reihe Schweizer Bibliothek von Das Magazin aufgenommen worden.

## Handlung
Die Geschichte beginnt mit einer Rahmenerzählung. Blaise Cendrars gibt darin an, die Manuskripte für den Roman von einem nun toten spanischen Gefangenen erhalten zu haben, dessen richtigen Namen er aber nicht nennen will. Der unbekannt bleibende spanische Gefangene namens R. schrieb Blaise Cendrars einen Brief, den dieser wiederum den Lesern des Buches vorlegt. Darin bedankt sich R. für die angeblichen Gesuche und Anstrengungen, die Cendrars unternommen haben soll, um die Hinrichtung von R. zu beschleunigen. R. lässt durchblicken, dass er den König von Spanien ermordet hat und lässt sich wortreich über einen spanischen Geistlichen aus, der ihm in seinen letzten Stunden in seiner Zelle in der Festung Montjuïc in Barcelona Gesellschaft leistet. Cendrars, der sich in Paris aufhält, gibt nun an, dass er momentan gar nicht die Zeit habe, alle von R. erhaltenen Manuskripte Moravagines zu ordnen, denn immer noch müsse er, Blaise Cendrars, „durch die Welt irre[n], durch Länder, Bücher und Menschen“. Vorläufig könne er deshalb nur diese kurze Einleitung veröffentlichen, nämlich den vorliegenden Roman: Moloch. Das Leben des Moravagine.
Die Haupthandlung beginnt im Sanatorium Waldensee bei Bern (wohl eine Anspielung auf die Klinik Waldau in Bern). Der Erzähler arbeitet dort als Assistent von Dr. Stein und trifft Moravagine auf diese Weise. Sie werden Freunde und Moravagine erzählt ihm von seiner Jugend als letzter Nachkomme des Königs von Ungarn, und wie er machtlos im Schloss von Fejervar festgehalten und früh mit Rita verheiratet wurde. Moravagine war so besessen von Rita, dass er ihr bei einem ihrer seltenen Besuche und der Ankündigung, dass sie ihn verlässe, den Bauch aufschlitzte.
Im Alter von achtzehn wurde er ins Gefängnis in Pressburg gebracht und verbrachte zehn Jahre dort, bis er heimlich in das Irrenhaus Waldensee in der Schweiz geschafft wird. Der Erzähler verhilft Moravagine zur Flucht aus Waldensee. Zusammen gelangen sie über Basel nach Berlin. Dort besucht Moravagine Musikvorlesungen an der Universität, um dem Urrhythmus näher zu kommen, und erzählt nun auch von der Zeit, die er in Pressburg verbracht hat. Als Moravagine in Berlin zu viele Frauen umbringt, müssen die beiden wieder fliehen. Diesmal gehen sie nach Moskau, wo sie Anschluss bei einer Gruppe von Revolutionären finden und selbst bei der Revolution von 1905 mitmischen. So reisen sie in geheimer Mission nach Warschau, Kronstadt, Twer, Sebastopol, Sankt Petersburg, Ufa, Jekaterinoslaw, Lugowsk, Rostow, Tiflis und Baku, wobei Moravagine sein beträchtliches Vermögen für Waffenarsenale, falsche Papiere und Ähnliches aufbraucht.
In dieser Gruppe ist auch Mascha, mit der Moravagine ein sadomasochistisches Verhältnis beginnt. Sie wird schwanger von ihm, doch dies interessiert Moravagine nicht wirklich. Als die Revolution fehlschlägt, fliehen der Erzähler und Moravagine in einem Güterzug, in dem sie Mascha, aufgehängt, mit aufgeschlitztem Bauch und heraushängendem Fötus auffinden.
Danach machen sie eine Überfahrt von London über Liverpool nach New York, auf der sie einen Orang-Utan namens Olympio kennenlernen und ihre Zeit mit ihm verbringen. In den Vereinigten Staaten treffen sie Lathuille, der sich als Führer anbietet und ihnen eine Goldmine und ein Diamantenfeld verspricht. Als sie von Indianern verfolgt werden, helfen sie ihm und er lädt sie dann zu seiner Hochzeit in New Orleans ein. Die zukünftige Familie von Lathuille will die zwei jedoch gefangen nehmen und diesmal ist es Lathuille, der ihnen zur Flucht verhilft. Lathuille begleitet sie auf einem Schiff, das sie an der Orinocomündung in einem kleinen Faltboot absetzt. Nach einigen Wochen werden sie von Indianern angegriffen, welche Lathuille töten. Der Erzähler wird wegen seines Apothekerkastens von den Indianern für einen Zauberer und Moravagine für den Erlöser, der nach einem Monat königlichen Lebens geopfert wird, gehalten.
Raymond bekommt Malaria. Moravagine bringt es fertig, zusammen mit seinem delirierenden Freund zu fliehen. Viele Frauen aus dem Stamm der Indianer sind ihnen gefolgt und jeden Abend bringt er eine von ihnen zu seinem Vergnügen und unter dem Vorwand, dass er ein Gott sei, um. Zurück in Paris beginnt Moravagine mit der Fliegerei. Er möchte mit seinem Flugzeug um die Welt fliegen, doch der Ausbruch des Ersten Weltkrieges kommt ihm zuvor. Moravagine meldet sich freiwillig als Flieger, der Erzähler geht zur Infanterie und sie werden voneinander getrennt. Der Erzähler verliert im Krieg ein Bein und wird zusammen mit anderen Amputierten und Verwundeten jeden Donnerstag zur Erholung auf die Insel Sainte-Marguerite gebracht. Auf der Insel steht eine neurologische Klinik, die er jeden Donnerstag zu besuchen beginnt, wobei er Moravagine wiedersieht, der vollgepumpt mit Morphium und vom Wahnsinn zerfressen im Sterben liegt.
Sein einziger Freund kann in seiner letzten Stunde nicht bei ihm sein. Er hinterlässt Raymond seine gesammelten Werke, welche von der Zukunft, genauer: der Menschheit im Jahre 2013, handeln. Er spricht von Leben auf dem Mars und vom 99 Jahre dauernden Krieg. Auf seinem Grabstein steht: „Hier ruht ein Fremder“.

### Kapitel
Einleitung

#### Der Geist einer Epoche
- Sanatorium Waldensee
- Ein internationales Sanatorium
- Karteikarten und Akten

#### Das Leben des Moravagine, Idiot
- Herkunft und Kindheit
- Die Flucht
- Maskeraden
- Ankunft in Berlin
- Kosmogonie seines Geistes
- Jack, der Bauchaufschlitzer
- Ankunft in Russland
- Mascha
- Die Überfahrt über den Atlantik
- Streifzüge durch Amerika
- Die blauen Indianer
- Rückkehr nach Paris
- Aviation
- Krieg
- Die Insel Sainte-Marguerite
- Morphium
- Der Planet Mars
- Die eiserne Maske

#### Moravagines Manuskripte
- Das Jahr 2013
- Das Ende der Welt
- Das einzige Wort der Marssprache
- Eine unveröffentlichte Seite von Moravagine
- Moravagines Unterschrift
- Das Porträt Moravagines
- Zeichnung von Conrad Moricand
- Epitaph

Pro Domo

## Personen

### Moravagine
Moravagine ist „klein, dunkelharig, rachitisch spindeldürr“, als ihm Raymond la Science zum ersten Mal begegnet, der jedoch rasch von seiner tiefen und ruhigen Stimme eingenommen ist. Moravigine fehlt die Fähigkeit, seine Leidenschaft einzuschränken oder seinem unkontrollierten und rein dem Instinkt und Lüsten gehorchenden Benehmen Einhalt zu gebieten oder wenigstens Schranken zu setzen. Dass dies beabsichtigt ist, zeigt sich auch in seinem Namen, welcher die zwei Gegensätze in sich verbindet: Mora – la mort – der Tod, das Sterben, das Ende und le vagin – die Vagina – das Gebärende, Lebenbringende und die Lust. Seine Kindheit war prägend für ihn. Der Mechanismus jeglichen Dinges fasziniert ihn unheimlich. Er sucht überall das Leben, den Antrieb, er ist fasziniert von den bis ins Mark disziplinierten Soldaten und deren Strammstehen im Schloss seiner Kindheit. Ein Trieb in ihm ersetzt den Sinn für das Richtige, das Akzeptable oder moralisch Korrekte. Es gibt in seiner Welt nur sein eigenes Empfinden, das eines anderen ist inexistent. Raymond ergänzt ihn und gehört auf eine Art zu ihm. Moravagine bringt es fertig, Raymond la Science für sich zu gewinnen und ihn mit seinem Wesen anzustecken. Neben seinem mörderischen Gemüt hat Moravagine auch eine andere Seite. Er leidet unter seiner Sinnlosigkeit und Verzweiflung und daran, die Antwort auf seine große Frage nach dem Grund seines Daseins nicht zu finden. Er vereinigt all dies in sich und ist somit nicht einfach nur ein Moloch, ein alles verschlingendes Monster, sondern einfach sehr menschlich, auch wenn dies ein beunruhigender Gedanke ist.

### Raymond la Science
Die Person Raymond la Science existierte tatsächlich und war um 1900 Mitglied einer illegalen französischen Anarchistengruppe, die Bonnot-Bande, welche sich hauptsächlich durch Diebstähle und Chaosstiftung bekannt machte. Raymond la Science wurde 1913 auf die Guillotine gebracht. Im Buch selbst gibt es einen Hinweis darauf („Wir kamen in Paris an, als die Affäre Bonnot gerade zu Ende ging“). Man kann davon ausgehen, dass Cendrars bewusst diesen Namen wählte. Nun ist dies ja auch nur ein Deckname für R., den tatsächlichen Erzähler.
Er stammt aus gutem Hause und hat 1900 ein Studium der Psychiatrie in Paris beendet, bevor er als ehrgeiziger junger Mann in die Klinik Waldensee kommt. Sein fachliches Interesse gilt der Hysterie, doch hegt er einen starken Groll gegen die Fachwelt, verkündet er doch: „Ich aber hatte mir folgendes vorgenommen: ich wollte eine furchbare Anklageschrift gegen die Psychiater verfassen, ihre Psychologie determinieren, ihr durch den Beruf verbildetes Gewissen definieren, ihre Macht zerstören und sie der öffentlichen Verfolgung ausliefern.“ Er, der sich damit selbst als Revolutionär offenbart, lässt sich von Moravagine mitziehen, hat ihm sein ganzes Leben gewidmet und wäre bereit, alles für ihn zu tun. („Ich bin willenlos. Wenn er jetzt sagte, ich solle mich umbringen: ich zöge sofort meinen Revolver aus der Tasche und jagte mir eine Kugel in den Mund.“) Er gibt mehr oder weniger alles auf, um Moravagine zuerst freizusetzen und ihn dann zu begleiten, um ihn zu studieren. Im Gegensatz zu Moravagine empfindet er viel für seinen Freund. Er macht sich keine Illusionen über ihn und seine beschränkte Fähigkeit zu lieben, doch er sorgt sich um ihn.

### Mascha Uptschak
Mascha ist eine ungefähr 35- bis 38-jährige litauische Jüdin, die in Deutschland Mathematik studiert hat. Der Erzähler beschreibt sie als „gross, stattlich [mit einem] üppigen Busen, und auch Bauch und Hinterteil waren ziemlich umfangreich“. Neben der Tatsache, dass sie Moravagine mit ihren politischen Ansichten und ihrem groben Gebaren auf Trab hält, ist sie auch der Grund für umfangreiche philosophische Überlegungen von Raymond über die Frau und deren Schuld an allem Übel in der Welt, bei denen er zu folgender Erkenntnis gelangt: „Die Frau ist stark, sie steht fester im Leben, sie hat mehrere erotogene Zentren, sie versteht viel besser zu leiden, sie ist widerstandsfähiger, ihre Libido verleiht ihr Gewicht, sie ist die Stärkere. Der Mann ist ihr Sklave, er ergibt sich, wälzt sich zu ihren Füssen, leistet ihr blinden Gehorsam. Er unterliegt. – Die Frau ist Masochistin. Das einzige Prinzip des Lebens ist Masochismus, und Masochismus ist ein Prinzip des Todes. Das ist der Grund, warum das Dasein Idiotie ist, sinnlos, vollkommen sinnlos, das Leben hat überhaupt keinen Zweck.“

### Olympio
Während ihrer Überfahrt über den Atlantik begegnen Moravagine und Raymond la Science einem Affen. Der Orang-Utan Olympio ist gross und rothaarig, entgegen der üblichen Erwartungen an einen Affen hat er jedoch sämtliche Eigenschaften eines Menschen: So besitzt er zwei Schrankkoffer mit „Anzugkollektion und seine[r] Leibwäsche“. Er ist ein vollendeter Tennisspieler, Golfer, Reiter, Ruderer, Schwimmer und eitler Geselle und hat einen „Kammerdiener, der ihn frisiert und parfümiert“. Den späten Vormittag verbringt er in der Bar, extravagant und von „einem erstklassigen Schneider“ gekleidet, stützt er sich auf einen Stock mit Bernsteinknauf, ordert Cocktails und raucht dicke Zigarren. Mittags speist er im Restaurant nach Art der Menschen, mit Löffel, Messer und Gabel, und beschäftigt sich anschließend mit der Zeitungslektüre. Später kleidet er sich zum Five o’clock Tea um. Abends darf der Champagner nicht fehlen. Beim Likör kommt es schließlich zu vertraulichen Herrengesprächen. Allerdings pflegt der Affe auch seine ausgelassene Seite, denn in der Gegenwart von Kindern kommt sein spitzbübisches Wesen zum Vorschein. Moravagine findet an ihm Gefallen. Gemeinsame Aktivitäten sind: Schwimmen, Laufen, Rad- und Rollschuhfahren, Tennis, Golf, Luftsprünge machen, Möbel umwerfen, einander nachlaufen, alles kurz und klein schlagen.

### Champcommunal und Cendrars
In Paris treffen sie auf einen weiteren komischen Kauz, den Erfinder Champcommunal, der der Grund für Moravagines Fliegerleidenschaft ist. Das Auftauchen seines Gehilfen, Blaise Cendrars, überrascht und macht hellhörig. Später treffen sich Cendrars und Raymond im Lazarett wieder, da beide eine Gliedmaße verloren haben. Cendrars Erscheinen in der Geschichte ist autobiografisch, verlor er doch einen Arm im Krieg. Auch die müde und zum Teil auch bittere Sprache, welche Raymond in diesem Teil wählt, ist auf eine seltsame Weise realistischer als die Geschichte zuvor. Cendrars muss sich in dieser Zeit mit Raymond angefreundet haben, denn er wird ja derjenige sein, dem seine gesamten Dokumente und Moravagines Manuskripte zugeschickt werden.

## Der Urrhythmus
Als die beiden in Deutschland sind, nimmt Moravagine an der Berliner Universität ein Musikstudium auf, da Musik für ihn eine große Bedeutung hat. In Berlin widmet er sich ganz dem Rhythmus, dem Urrhythmus, welcher alles erklären und der Welt einen Sinn geben soll. Doch er findet ihn nicht und sucht einen Ausweg, um nicht an dieser Leere und Sinnlosigkeit zu verrecken. So beginnt er junge Mädchen zu töten. Dies erfüllt ihn wieder mit Leben, heilt ihn und lässt ihn wieder zu Sinnen kommen. Dass die Musik gerade eine Antwort auf diese Fragen geben soll, scheint gar nicht einmal so weit her geholt zu sein.

## Prinzip der Zweckmäßigkeit
Das Kapitel „Streifzüge durch Amerika“ ist eine theoretisierende Digression im Roman, darin behandelt der Erzähler philosophische Gedanken und das Prinzip der Zweckmäßigkeit, welches ganz Nordamerika bestimmt. Schlüsselwörter sind die Aktiengesellschaft, das Plastik, das Rad. Alles ist darauf ausgerichtet, alles unterliegt ihrer Gesetzmäßigkeit und alles fließt ineinander und formt ein großes Eines. Raymond spricht von einem Phänomen, das wir heute Globalisierung nennen, und wie es sich auf alles auswirkt, wie die verschiedenen Kulturen sich miteinander vermengen, wie Rohstoffe und Enderzeugnisse aus aller Welt zusammenfinden und das ganze Leben und Denken dieser neuen Welt ausmachen. Die Maschinerie des Ganzen („Und das Rad dreht sich.“) fasziniert ihn genauso wie Moravagine ein einfaches Rohr oder die Toilettenspülung. Es gibt darin einige Parallelen zum Urrhythmus oder der Suche danach: Die ganze Welt scheint in einem Puls zu leben.

## Entstehung des Textes
Im Pro Domo beschreibt Blaise Cendrars, wie Moloch. Das Leben des Moravagine entstand. Die Idee war im November 1912 plötzlich in seinem Kopf und ließ ihn nicht mehr los, obwohl er danach lange Zeit nicht mehr daran dachte. Während des Krieges dachte er an nichts Anderes als Moravagine. Er war Tag und Nacht bei ihm. Doch er musste das Buch, das er schreiben wollte, auf unbestimmte Zeit verschieben. Am 31. Juli 1917 begann er mit dem Schreiben, er begann neu, schrieb abwechselnd ein Schluss- oder Anfangskapitel. Im Februar 1926 beendete er die Arbeit an seinem Buch. Dazu sagt er: „Und nun Schwamm darüber, ich hatte eben den letzten Punkt getippt, und das musste begossen werden, Teufel noch mal! Moravagine war tot. Tot und begraben.“

## Ausgaben
- Moravagine. Grasset, Paris  1926.
- Moravagine: Roman. Übers. von Lissy Rademacher. Georg Müller, München 1928.
- Moravagine: Roman. Suivi de „Pro domo“: Comment j’ai ecrit „Moravagine“. Un inedit et une postface. Grasset, Paris 1957.
- Moloch. Das Leben des Moravagine. Aus d. Franz. von Lotte Frauendienst. Nachwort Rudolf Wittkopf. Rauch, Düsseldorf 1961.
- Moloch. Das Leben des Moravagine. Aus d. Franz. von Lotte Frauendienst. Die Arche, Zürich 1975, ISBN 3-7160-2055-9.
- Moravagine. Monsterroman. Nach der Übersetzung von Lissy Rademacher, kommentiert und ergänzt von Stefan Zweifel. Die Andere Bibliothek, Berlin 2014, ISBN 978-3-8477-0352-5.[2]